# Serra da Caba
Serra da Caba é uma serra portuguesa situada em Trás-os-Montes, termo de Chaves. Principia na vila da Torre, correndo de norte a sul, com 18 quilómetros de comprido e 1500 metros de largo. Parte dela é cultivada, produzindo centeio. É fria e pedregosa, e lá se cria algum gado, existindo também caça.
O nome da serra é igual à palavra árabe Câba, significando cenáculo, ou casa quadrada. Não obstante, a sua origem parece ser o vocábulo Cábba (em português antigo escrito como Cava ou Caba), significando mulher má, dissoluta, adúltera. É possível que para aqui tenha fugido ou sido desterrada alguma mulher de má vida.